# François Charles de Rochechouart
François Charles de Rochechouart, genannt le Comte de Rochechouart (* 27. August 1703 in Aureville; † 24. August 1784 in Verneuil-sur-Avre), war ein französischer Adliger und General
Er war Marquis de Faudoas, Premier Baron Chrétien de Guyenne, Comte de Clermont et d’Aureville, Vicomte de Soulan, Seigneur de Caudeval etc., und Baron des États de Languedoc.

## Leben
François Charles de Rochechouart war der Sohn von Charles de Rochechouart, genannt le Comte de Clermont, Vicomte de Soulan etc., und Françoise de Montesquiou. Der Kardinal Jean-François-Joseph Rochechouart de Faudoas (1708–1777) und der General Jean-Louis Roger de Rochechouart (1703–1784) waren seine Brüder.
Am 20. Februar 1734 war er Colonel eines Regiments auf seinen Namen (zuvor Régiment de Louvigny genannt), Am 19. September 1734 wurde er in der Schlacht bei Guastalla durch einen Gewehrschuss am Arm verwundet.
1741 kämpfte er unter dem Oberkommando des Marschalls Broglie. Am 20. Februar 1743 wurde er zum Brigadier des Armées ernannt, im März 1743 zum Colonel des Régiment d’Anjou-infanterie. Am 1. Mai 1745 wurde er zum Maréchal de camp befördert, am 10. Mai 1748 zum Lieutenant-général des Armées du Roi.
1754 wurde er von Ludwig XV. als Ministre plénipotentiaire zu Philipp von Spanien, Herzog von Parma gesandt. 1757 wurde er Gouverneur und Lieutenant général des Orléanais (Stadt und Herzogtum Orléans, Orléanais, Chartrain, Dunois, Sologne, Vendômois, Blésois, sowie Stadt und Schloss Amboise). Am 1. Januar 1759 wurde er zum Ritter im Orden vom Heiligen Geist ernannt (die Aufnahme erfolgte am 2. Februar), 1762 folgten der Kardinal und 1776 der General, womit die drei Brüder gleichzeitig Ordensritter waren, was für eine nicht fürstliche Familie ungewöhnlich war.

## Ehe und Familie
Franois Charles de Rochechouart heiratete am 13. Dezember 1728 Marie-Françoise de Conflans d’Armentières (* 19. März 1713; † 18. März 1764 in Bordeaux), Tochter von Michel III. de Conflans, Marquis d’Armentiéres, Comte de Nanteuil, und Diane Gabrielle de Jussac, eine Schwester des späteren Marschalls Louis de Conflans d’Armentières. Ihre Kinder waren:
- Aimery Louis Roger de Rochechouart (* 15. November 1744; † Juli 1791), Comte de Faudoas, 1785 Gouverneur und Lieutenant-général des Orléanais; ⚭ 10. Oktober 1764 Madeleine Mélanie Henriette de Barberie de Courteille, Tochter von Jacques Dominique Barberie de Courteille, Intendant des Finances, und Henriette Geneviéve Savalette de Magnanville
- Diane Adélaide (†guillotiniert 22. April 1794); ⚭ 12. April 1751 Louis Marie Florent du Châtelet, 1772 Duc du Châtelet (* 20. November 1722; † guillotiniert 13. Dezember 1793), Ritter im Orden vom Heiligen Geist, Botschafter in London, Sohn von Laurent Claude du Châtelet, Marquis du Châtelet, und Emilie de Breteuil
- Zéphyrine Félicité (* 20. März 1734; † 18. November 1773[3]; ⚭ 8. Oktober 1755 Jacques François Damas, 4. Marquis d’Antigny († 4. Februar 1811)